# Yoğunpelit, Zara
Yoğunpelit là một xã thuộc huyện Zara, tỉnh Sivas, Thổ Nhĩ Kỳ. Dân số thời điểm năm 2011 là 24 người.